# Liste des dirigeants actuels des provinces du Guyana
 (août 2023).
Cette page dresse la liste des dirigeants actuels des 10 régions du Guyana.
Abréviation : REO = « Regional Executive Officer ».

## Dirigeants des provinces
| Province (numéro)                        | Titre              | Nom                      | Depuis (le)     |
| ---------------------------------------- | ------------------ | ------------------------ | --------------- |
| Barima-Waini (1)                         | Président régional | Paul Errol Pierre        | .../2012        |
| Barima-Waini (1)                         | REO                | Fermin Singh             | .../2012        |
| Cuyuni-Mazaruni (7)                      | Président régional | Gordon Bradford          | .../2012        |
| Cuyuni-Mazaruni (7)                      | REO                | Anita Thomas             | .../2012        |
| Demerara-Mahaica (4)                     | Président régional | Clement Corlette         | .../2012        |
| Demerara-Mahaica (4)                     | REO                | Genevieve Allen          | .../2012        |
| Berbice Oriental-Courantyne (6)          | Président régional | Permaul Armoogan         | .../2012        |
| Berbice Oriental-Courantyne (6)          | REO                | Bhupal Jhagroo           | .../2012        |
| Îles d’Essequibo-Demerara occidental (3) | Président régional | Julius Oliver Faerber    | .../2012        |
| Îles d’Essequibo-Demerara occidental (3) | REO                | Azam Pasha Mohamed       | .../2012        |
| Mahaica-Berbice (5)                      | Président régional | Bindrabhan Bisnauth      | .../2012        |
| Mahaica-Berbice (5)                      | REO                | Rion Lancedale Peters    | .../2012        |
| Pomeroon-Supenaam (2)                    | Président régional | Parmanand Persaud        | 2011/2012       |
| Pomeroon-Supenaam (2)                    | REO                | Samaroo                  | .../2012        |
| Potaro-Siparuni (8)                      | Président régional | Mark Crawford            | .../2012        |
| Potaro-Siparuni (8)                      | REO                | Cornel Edwards           | .../2012        |
| Haut-Demerara-Berbice (10)               | Président régional | Kuice Sharma Solomon     | 24 janvier 2012 |
| Haut-Demerara-Berbice (10)               | REO                | Bryon Wilmont Lewis      | .../2012        |
| Haut-Takutu-Haut-Essequibo (9)           | Président régional | Wilson William Lorentio  | .../2012        |
| Haut-Takutu-Haut-Essequibo (9)           | REO                | Douglas Edwards Casimero | .../2012        |